# Raúl Bravo
Pour les articles homonymes, voir Bravo.
Raúl Bravo (né le 14 avril 1981 à Palma de Gandía) est un ancien joueur espagnol de football qui entraîne le club UE Gandía depuis .

## Biographie
Il a été formé et a évolué de nombreuses années au Real Madrid en tant que défenseur. Il a été champion d'Espagne en 2007.
Au mercato 2007, il signe à l'Olympiakos.
Il rejoint en janvier 2009 le club de CD Numancia en prêt, évoluant en Liga Espagnole. Il retourne à l'été 2009 à l'Olympiakos Le Pirée.
Le 28/08/2012 il signé un contrat d’un an au Beerschot AC, club de division 1 Belge.
En Août 2013, il signe un contrat d'un an, avec une option d'une année supplémentaire, à  Córdoba CF, club de Segunda División (Seconde Division Espagnole).
En 2017, évoluant en Grèce (PAE Veria, Aris Salonique), il annonce sa retraite professionnelle et évolue comme joueur amateur au UE Gandia la saison 2017-2018.
Depuis octobre 2019, il entraîne l'UE Gandia.

## Palmarès
- Real Madrid CF
  - Vainqueur de la Ligue des Champions : 2002
  - Vainqueur de la Supercoupe de l'UEFA : 2002
  - Vainqueur de la Coupe Intercontinentale : 2002
  - Vainqueur du Championnat d'Espagne : 2003, 2007
  - Vainqueur de la Supercoupe d'Espagne : 2003

- Olympiakos Le Pirée
  - Vainqueur du Championnat de Grèce : 2008, 2009, 2011
  - Vainqueur de la Supercoupe de Grèce : 2007

## Scandale de corruption
La police espagnole accuse en Mai 2019 Raúl Bravo d'être le cerveau d'un groupe d'individus ayant truqué des matchs professionnels, mais également ayant été sujets à la corruption et au blanchiment d'argent.